# The Temptations in a Mellow Mood
The Temptations in a Mellow Mood è un album in studio di cover del gruppo vocale statunitense The Temptations, pubblicato nel 1967.

## Tracce
- Side 1

1. Hello Young Lovers
2. A Taste of Honey
3. For Once in My Life
4. Somewhere
5. Ol' Man River
6. I'm Ready for Love

- Side 2

1. Try to Remember
2. Who Can I Turn To (When Nobody Needs Me)
3. What Now My Love?
4. That's Life
5. With These Hands
6. The Impossible Dream

## Formazione
- David Ruffin
- Eddie Kendricks
- Paul Williams
- Melvin Franklin
- Otis Williams